# Everardia longifolia
Everardia longifolia là loài thực vật có hoa trong họ Cói. Loài này được Gilly mô tả khoa học đầu tiên năm 1939.